# Bhutan-Riesengleithörnchen
Das Bhutan-Riesengleithörnchen (Petaurista nobilis) ist ein Gleithörnchen aus der Gattung der Riesengleithörnchen (Petaurista). Es ist im Himalaya von Zentral-Nepal über den indischen Bundesstaat Sikkim und den größten Teil von Bhutan verbreitet.

## Merkmale
Das Bhutan-Riesengleithörnchen erreicht eine Kopf-Rumpf-Länge von 41 bis 49 Zentimetern sowie eine Schwanzlänge von 46 bis 52 Zentimetern. Das Gewicht liegt bei etwa 2,7 Kilogramm. Damit gehört es zu den größten Gleithörnchen und den größten Hörnchenarten. Die Rückenfärbung ist hell und glänzend kastanienbraun mit einer Zeichnung aus gelblich-braunen Bereichen, die durch entsprechende Haarspitzen entsteht. Die Bauchseite, die Schultern und die Kopfmitte sind hell rotbraun und über den oberen Bereich des Rückens zieht sich ein rotbraunes Band. Die vor allem in Bhutan lebende Unterart P. n. singhei ist durch ein wolliges, teilweise orangefarbenes bis braunes Fell mit einem dunklen Sattelfleck auf dem Rücken und Schulterflecken gekennzeichnet.
Wie alle Riesengleithörnchen hat es eine große und behaarte Flughaut, die Hand- und Fußgelenke miteinander verbindet und durch eine Hautfalte zwischen den Hinterbeinen und dem Schwanzansatz vergrößert wird. Die Flughaut ist muskulös und am Rand verstärkt, sie kann entsprechend angespannt und erschlafft werden, um die Richtung des Gleitflugs zu kontrollieren.

## Verbreitung

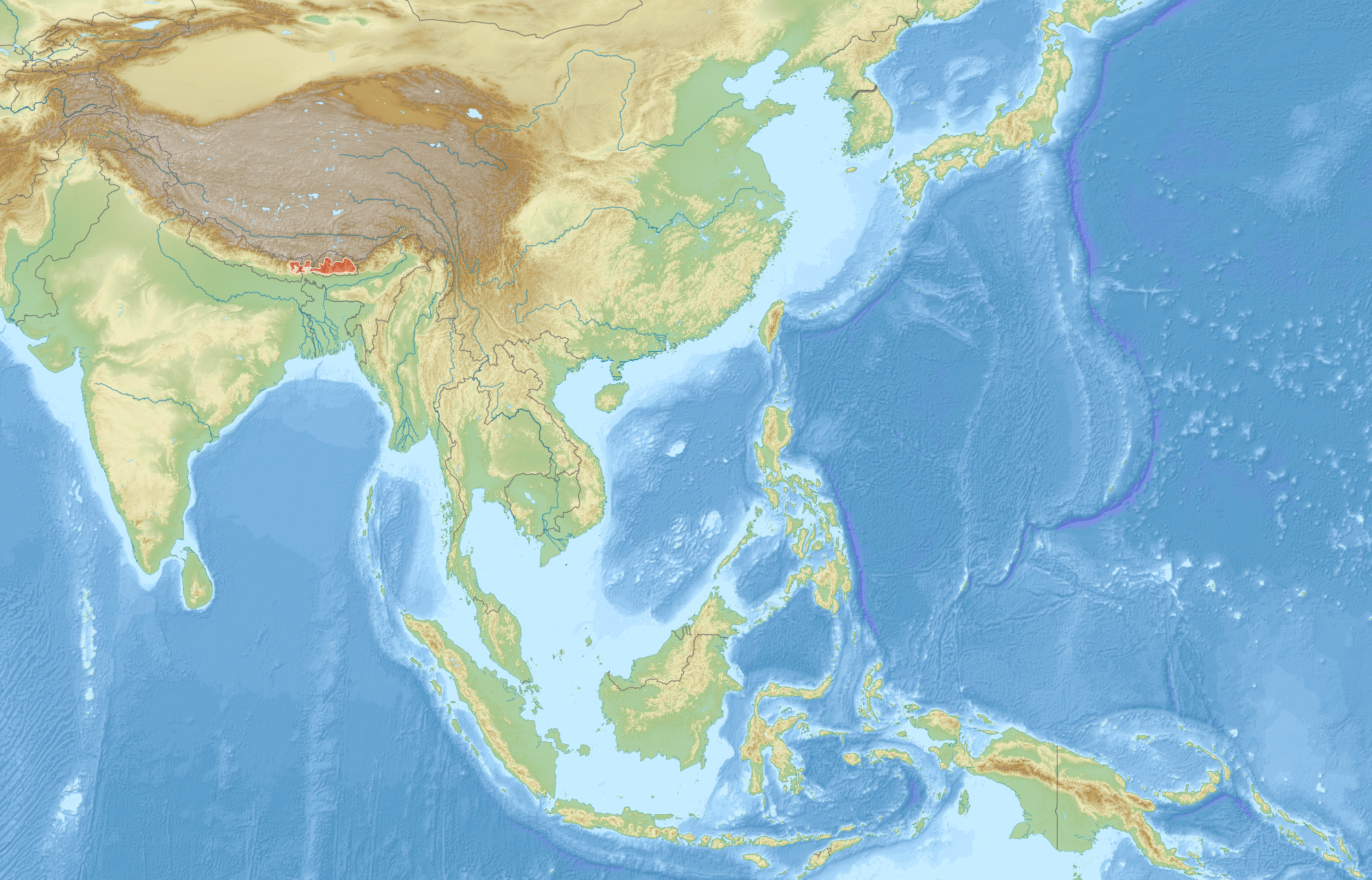
Verbreitungsgebiet des Bhutan-Riesengleithörnchens nach IUCN; nicht enthalten ist das Verbreitungsgebiet im Nordosten Indiens im Bundesstaat Arunachal Pradesh

Das Bhutan-Riesengleithörnchen kommt im Himalaya von Zentral-Nepal über den indischen Bundesstaat Sikkim und den größten Teil von Bhutan vor. Ein weiteres Vorkommen der Unterart Petaurista nobilis singhei wurde im Nordosten Indiens östlich von Bhutan im Bundesstaat Arunachal Pradesh dokumentiert.
Die Höhenverbreitung reicht von 1500 bis 3000 Meter.

## Lebensweise
Das Bhutan-Riesengleithörnchen lebt in subtropischen Laub- und Mischwäldern der Höhenlagen im Himalaya. Die Tiere sind nacht- und vor allem dämmerungsaktiv und ernähren sich wie andere Flughörnchen vor allem von Pflanzenteilen. Es ist zudem baumlebend, anders als andere Riesenflughörnchen ist es jedoch auch häufiger auf dem Boden gesichtet worden. Wie alle Flughörnchen ist auch diese Art in der Lage, weite Strecken gleitend zurückzulegen.
Über das Fortpflanzungsverhalten und die Fortpflanzungszeiten liegen keine Daten vor.

## Systematik
Das Bhutan-Riesengleithörnchen wird als eigenständige Art innerhalb der Gattung der Riesengleithörnchen (Petaurista) eingeordnet, die insgesamt acht bis neun Arten enthält. Die wissenschaftliche Erstbeschreibung stammt von John Edward Gray als Sciuropterus nobilis aus dem Jahr 1842 anhand von Individuen aus dem indischen Distrikt Darjeeling. Als Synonym wurde zudem 1844 Sciuropterus chrysotrix von Brian Houghton Hodgson beschrieben. Die Art wurde dem Hodgson-Riesengleithörnchen (Petaurista magnificus) zugeordnet, gilt jedoch seit den 1980er Jahren wieder als eigene Art.
Innerhalb der Art werden zwei Unterarten unterschieden (Beschreibungen nach ):
- Petaurista nobilis nobilis (Gray, 1842) (Nominatform), ist bekannt aus Nepal und den indischen Bundesstaaten Sikkim und dem Norden von Westbengalen mit der Typlokalität in Darjeeling[2]
- Petaurista nobilis singhei Saha, 1977, lebt in Bhutan sowie im Nordosten Indiens im Bundesstaat Arunachal Pradesh[2]

## Bestand, Gefährdung und Schutz
Das Bhutan-Riesengleithörnchen wird von der International Union for Conservation of Nature and Natural Resources (IUCN) als potenziell gefährdet (least concern) eingestuft. Begründet wird diese Einordnung anhand des vergleichsweise kleinen Verbreitungsgebiets von weniger als 20.000 km2 sowie dem Rückgang verfügbarer Habitate durch Holzeinschläge und Minenaktivitäten auf der Suche nach Bodenschätzen im Verbreitungsgebiet. Hinzu kommt eine Ausdehnung menschlicher Besiedlung, der Bau von Staudämmen sowie die aktive Bejagung der Tiere als Fleischlieferanten.

## Belege
1. 1 2 3 4 5 6 7 8 9 10  Richard W. Thorington Jr., John L. Koprowski, Michael A. Steele: Squirrels of the World. Johns Hopkins University Press, Baltimore MD 2012; S. 116. ISBN 978-1-4214-0469-1
2. 1 2 3 4 5  Chelmala Srinivasulu, Bhargavi Srinivasulu: South Asian Mammals - Their Diversity, Distribution, and Status. Springer 2012; S. 129–130. ISBN 978-1-4614-3449-8
3. 1 2 3  Petaurista nobilis in der Roten Liste gefährdeter Arten der IUCN 2010.4. Eingestellt von: J. Thapa, S. Molur, P.O. Nameer, 2008. Abgerufen am 22. Juni 2014.
4. 1 2 3  Don E. Wilson & DeeAnn M. Reeder (Hrsg.): Petaurista nobilis in Mammal Species of the World. A Taxonomic and Geographic Reference (3rd ed).
5. 1 2  Chelmala Srinivasulu, S. Chakraborty, M.S. Pradhan: Checklist of Sciurids (Mammalia: Rodentia) of South Asia. Zoos' Print Journal 19 (2), 2004; S. 1351–1360.